# هنري هولمز سميث
هنري هولمز سميث (بالإنجليزية: Henry Holmes Smith)‏ هو مصور أمريكي، ولد في 23 أكتوبر 1909 في بلومنجتون في الولايات المتحدة، وتوفي في 24 مارس 1986.